# Rykaczewo (województwo podlaskie)
Rykaczewo – wieś w Polsce położona w województwie podlaskim, w powiecie sokólskim, w gminie Korycin.
W latach 1975–1998 miejscowość położona była w województwie białostockim.
Wierni kościoła rzymskokatolickiego należą do parafii Znalezienia i Podwyższenia Krzyża Świętego w Korycinie.